# 四国中央市立三島小学校
四国中央市立三島小学校(しこくちゅうおうしりつみしましょうがっこう)は、愛媛県四国中央市三島中央にある公立小学校。2021年には、敷地内に愛媛県立新居浜特別支援学校みしま分校が開校した。

## 沿革
- 1876年（明治9年） - 日新小学校として開設。
- 1941年（昭和16年）- 国民学校令に伴い、三島村立三島国民学校と改称。
- 1944年（昭和19年）- 合併に伴い、三島町立三島国民学校と改称。
- 1950年（昭和25年）3月13日 - 昭和天皇が行幸（昭和天皇の戦後巡幸）[1]。校庭に三島町奉迎場を設けて昭和天皇を迎えた[2]。
- 1954年（昭和29年）- 市制実施に伴い、伊予三島市立三島小学校と改称。
- 2004年（平成16年）- 合併に伴い、四国中央市立三島小学校と改称。
- 2021年（令和3年） - 敷地内に愛媛県立新居浜特別支援学校三島分校が開校。これ以後、両校の交流がある。

## 学区
三島紙屋町、三島朝日1丁目から3丁目まで、三島宮川1丁目から4丁目まで、三島中央1丁目から5丁目まで、三島金子1丁目から3丁目まで

## 進学先の中学校
- 四国中央市立三島東中学校（一部）
- 四国中央市立三島西中学校（一部）[4]

## 通学区域内
- 伊予三島駅
- 予讃線
- 四国中央市役所
- 伊予三島商工会議所
- 三島図書館
- 四国中央市保健センター
- 福祉会館
- 愛媛県立三島高等学校
- 大王製紙
- 三島神社
- 三島幼稚園
- 興願寺
- 伊予銀行三島支店
- マクドナルド伊予三島店
- フジ三島店
- レディ薬局三島店

## 隣接する学区
- 四国中央市立松柏小学校
- 四国中央市立中曽根小学校
- 四国中央市立中之庄小学校

## 著名な出身者
- 井原岸高（衆議院議員）
- 井原巧（衆議院議員、岸高の孫）
- YU-KI（歌手 、TRFのメインヴォーカル担当)